# Водная червяга

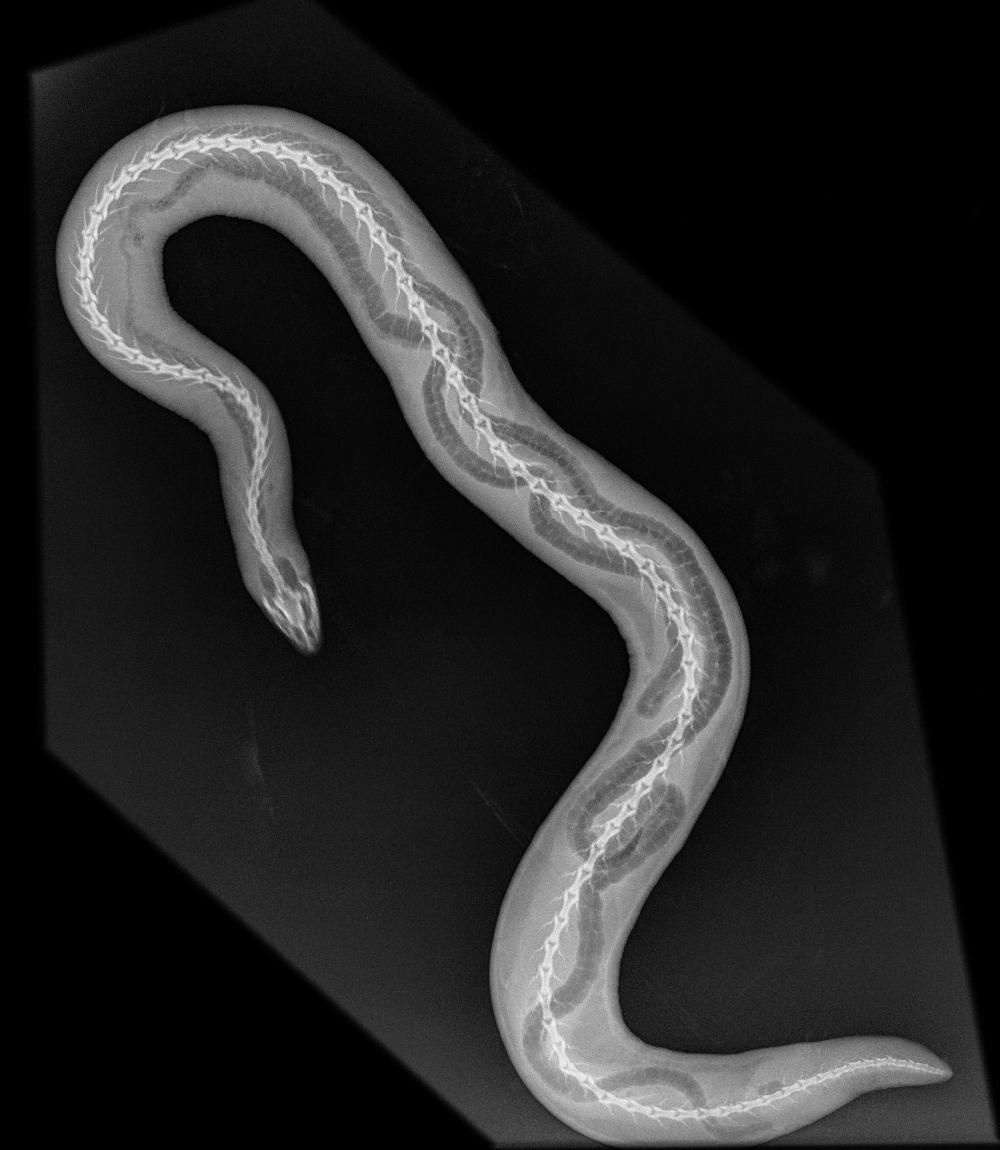
Рентгеновский снимок водной червяги

Водная червяга, или водяная червяга (лат. Typhlonectes compressicauda) — вид безногих земноводных из семейства водных червяг, обитающий в Южной Америке.

## Описание
Средний размер составляет от 30 до 55 см, иногда достигает 60 см. Голова относительно толстая и широкая. Глаза покрыты кожей. Имеет 4 ряда зубов, которые изогнуты и, в целом, расширены в основании без острых концов. Щупальца расположены под носовым отверстием. Развиты оба лёгких, также может дышать кожей. Особенностью этой амфибии является наличие большого содержания гемоглобина в крови. Туловище очень уплощённое, особенно на конце, где располагается киль. Присутствуют 81—86 первичных колец. Окраска тёмно-серая.

## Образ жизни
Обитает в небольших стоячих или илистых водоёмах. Практически всю жизнь проводит в воде, где может находиться до 100 минут при температуре 24 °C. Активна ночью. Питается водными членистоногими, падалью, креветками, куколками жесткокрылых.

## Размножение
Половая зрелость наступает в 3 года. Размножение происходит в период дождей (с декабря по август). Имеет внутреннее оплодотворение, беременность длится до 6 месяцев. Самка рождает 2—6 детёнышей.

## Распространение
Ареал вида охватывает охватывает амазонскую Бразилию, Колумбию, Перу, Французскую Гвиану и Гайану. Возможно, есть в Суринаме.